# Gron, Cher

Gron este o comună în departamentul Cher, Franța. În 1 ianuarie 2022 avea o populație de 469 de locuitori.